# Kabinet-De Kempenaer-Donker Curtius
Het kabinet-De Kempenaer-Donker Curtius was een Nederlands gematigd liberaal kabinet dat regeerde van 21 november 1848 tot 1 november 1849. Een nieuwe formatie heeft niet plaatsgevonden; er zijn slechts enkele wijzigingen ten opzichte van het vorige (tijdelijke) kabinet. De grote man van 1848, Johan Rudolph Thorbecke, ontbrak. Daarom werd het kabinet door de Thorbeckianen in de Tweede Kamer fel bestreden.
Erg succesvol was het kabinet niet. Veel kritiek was er op de wetsvoorstellen van minister De Kempenaer, zoals zijn ontwerp-Kieswet en ontwerp-Gemeentewet. Geen van deze voorstellen werd aangenomen. Na diverse nederlagen en het aftreden van enkele ministers, stapte het kabinet uiteindelijk in september 1849 op.
Belangrijkste ministers in dit kabinet waren Donker Curtius, De Kempenaer en Van Bosse. Donker Curtius nam in juni 1849 ontslag na een nederlaag. Tot het kabinet behoorden ook conservatievere ministers, zoals de katholiek Lightenvelt.
Het voorzitterschap van de Raad van Ministers verliep per roulatie. In november 1848 was dit Van Bosse, in december Van Heemstra. Vanaf 1849 rouleerde het voorzitterschap per drie maanden.

## Bijzonderheden
Op 13 februari 1849 komt voor het eerst de direct gekozen Tweede Kamer bijeen. De Thorbeckianen zijn daarin de grootste groep, maar hebben geen meerderheid. De meeste leden zijn gematigd liberaal. In de Kamer zitten verder enkele ultra-conservatieven uit het oude bewind (bijvoorbeeld oud-minister Van Randwijck) en enkele antirevolutionairen, onder leiding van Groen van Prinsterer. De katholieken zijn in meerderheid liberaal.
Op 17 maart 1849 overlijdt koning Willem II. Na enige aarzeling was zijn zoon Willem bereid het koningschap over te nemen. Hij was als kroonprins tegenstander van de Grondwetsherziening van 1848 en verblijft op het moment van het overlijden van zijn vader in Engeland. Een delegatie uit de ministerraad gaat hem daar ophalen. Op 12 mei wordt Willem als koning Willem de derde in Amsterdam ingehuldigd.
Het kabinet lijdt diverse nederlagen. De Tweede Kamer verwerpt het door Donker Curtius verdedigde wetsvoorstel inzake het recht van vereniging en vergadering. Ook zijn wetsvoorstel over de ministeriële verantwoordelijkheid sneuvelt in de Kamer.

## Ministers
| Minister van Buitenlandse Zaken                                                 | Mr. L.A. Lightenvelt      | cons. kath         |                                |
| Minister van Justitie                                                           | Mr. D. Donker Curtius     | liberaal           | tot 4 juni 1849                |
| Minister van Justitie                                                           | Jhr. Mr. H.L. Wichers     | liberaal           | 4 juni 1849 - 25 augustus 1849 |
| Minister van Justitie                                                           | Mr. L.A. Lightenvelt      | cons. kath         | a.i. vanaf 25 augustus 1849    |
| Minister van Binnenlandse Zaken                                                 | Mr. J.M. de Kempenaer     | cons. lib.         |                                |
| Minister van Financiën                                                          | Mr. P.Ph. van Bosse       | liberaal           |                                |
| Minister van Oorlog                                                             | J.H. Voet                 | geen pol. stroming |                                |
| Minister van Marine                                                             | J.C. Rijk                 | conservatief       | tot 15 september 1849          |
| Minister van Marine                                                             | E.B. van den Bosch        | geen pol. stroming | vanaf 15 september 1849        |
| Minister van Koloniën                                                           | G.L. Baud                 | cons. lib.         | tot 18 juni 1849               |
| Minister van Koloniën                                                           | E.B. van den Bosch        | geen pol. stroming | vanaf 18 juni 1849             |
| Minister van Zaken der rooms-katholieke Eredienst                               | Mr. L.A. Lightenvelt      | cons. kath         | a.i. tot 24 november 1848      |
| Minister van Zaken der rooms-katholieke Eredienst                               | Mr. J.A. Mutsaers         | cons. kath         | vanaf 24 november 1848         |
| Minister van Zaken van de Hervormde en andere Erediensten, behalve die der r.k. | Mr. S. baron van Heemstra | liberaal           | a.i.                           |